# Golan (Mellid)
Golan o San Juan de Golan (llamada oficialmente San Xoán de Golán) es una parroquia del municipio de Mellid, en la provincia de La Coruña, Galicia, España.

## Entidades de población
Entidades de población que forman parte de la parroquia:
- Campo da Capela (O Campo da Capela)
- Mundín
- O Casal
- Outeiro
- Uceira (A Uceira)

## Despoblado
- Casanova (A Casanova)

## Demografía
| Gráfica de evolución demográfica de Golan entre 2000 y 2023 |
|                                                             |
| Población de derecho según el padrón municipal del INE      |